# Kiyanga
Kiyanga ist ein Verwaltungsbezirk (Ward) des Distrikts Nanyamba Town Council in der tansanischen Region Mtwara. 

## Geografie
Kiyanga liegt im Südosten von Tansania etwa 50 Kilometer südwestlich der Regionshauptstadt Mtwara. Die Fläche des Bezirks beträgt 86 Quadratkilometer. Bei der Volkszählung 2022 lebten hier 6866 Menschen in 1946 Haushalten.

## Wirtschaft und Infrastruktur
- Gesundheit: Im Bezirk gibt es eine staatliche Apotheke.[6]